# Église de l'Exaltation-de-la-Sainte-Croix de Ternopil
Pour les articles homonymes, voir Église de la Sainte-Croix.
L'église de l'Exaltation-de-la-Sainte-Croix (ukrainien : Воздвиженська церква ; en russe : Воздвиженская церковь) est une église de la ville de Ternopil, en Ukraine. C'est un des plus vieux temples de la ville.

## Histoire
Elle se trouve en bordure du lac de Ternopil.

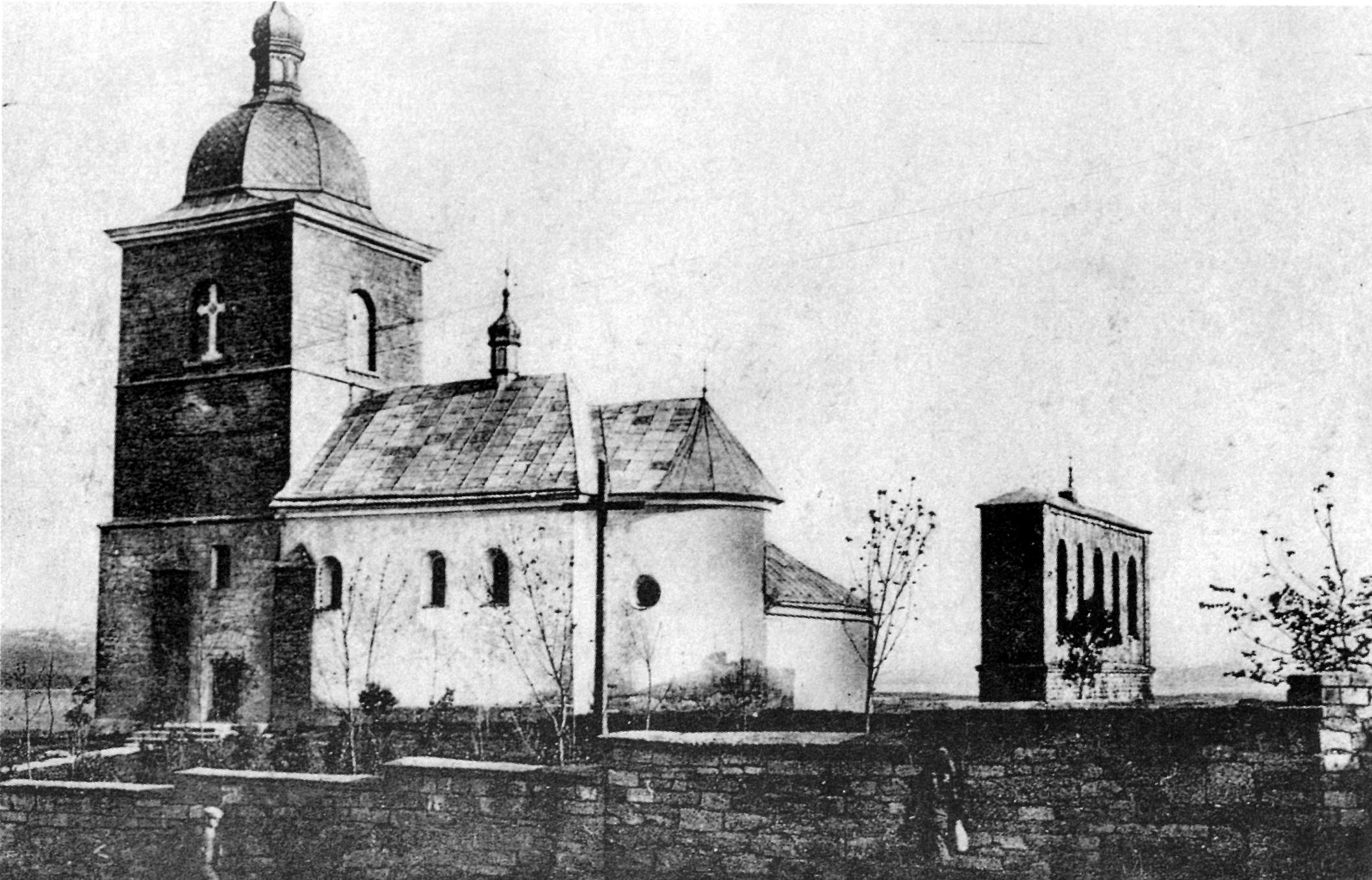
En 1922, avec son clocher.
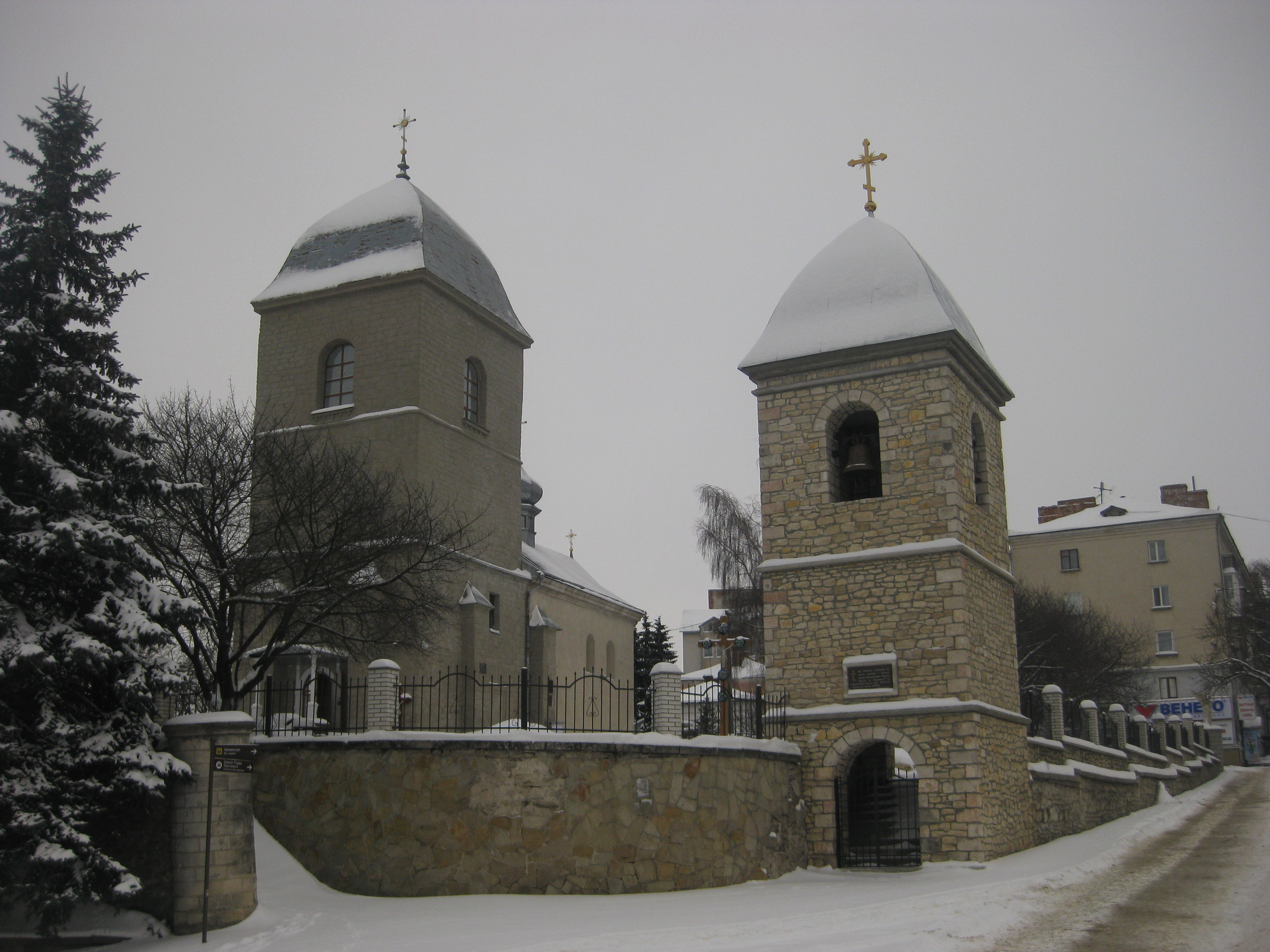
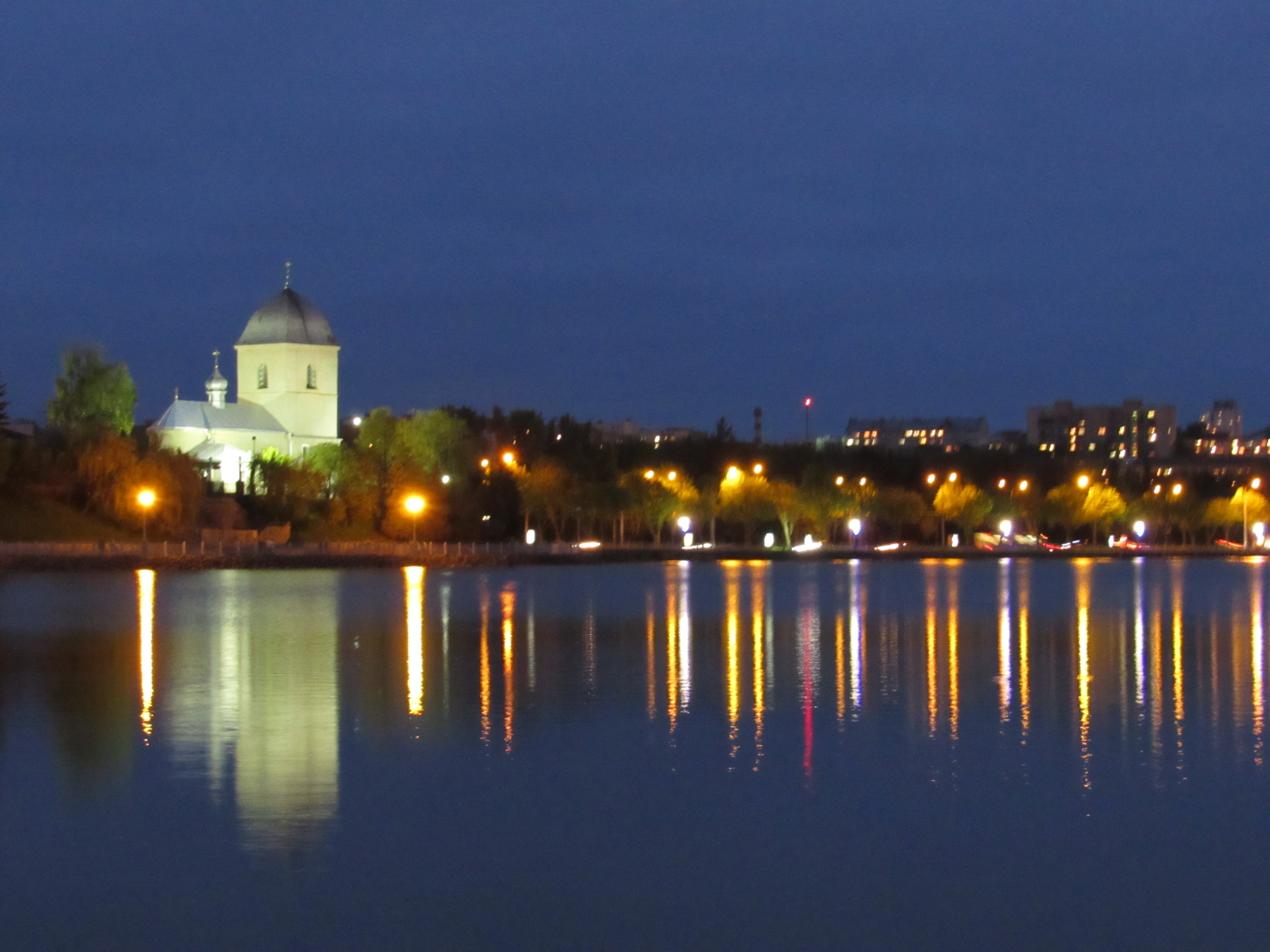
Porte fortifiée.
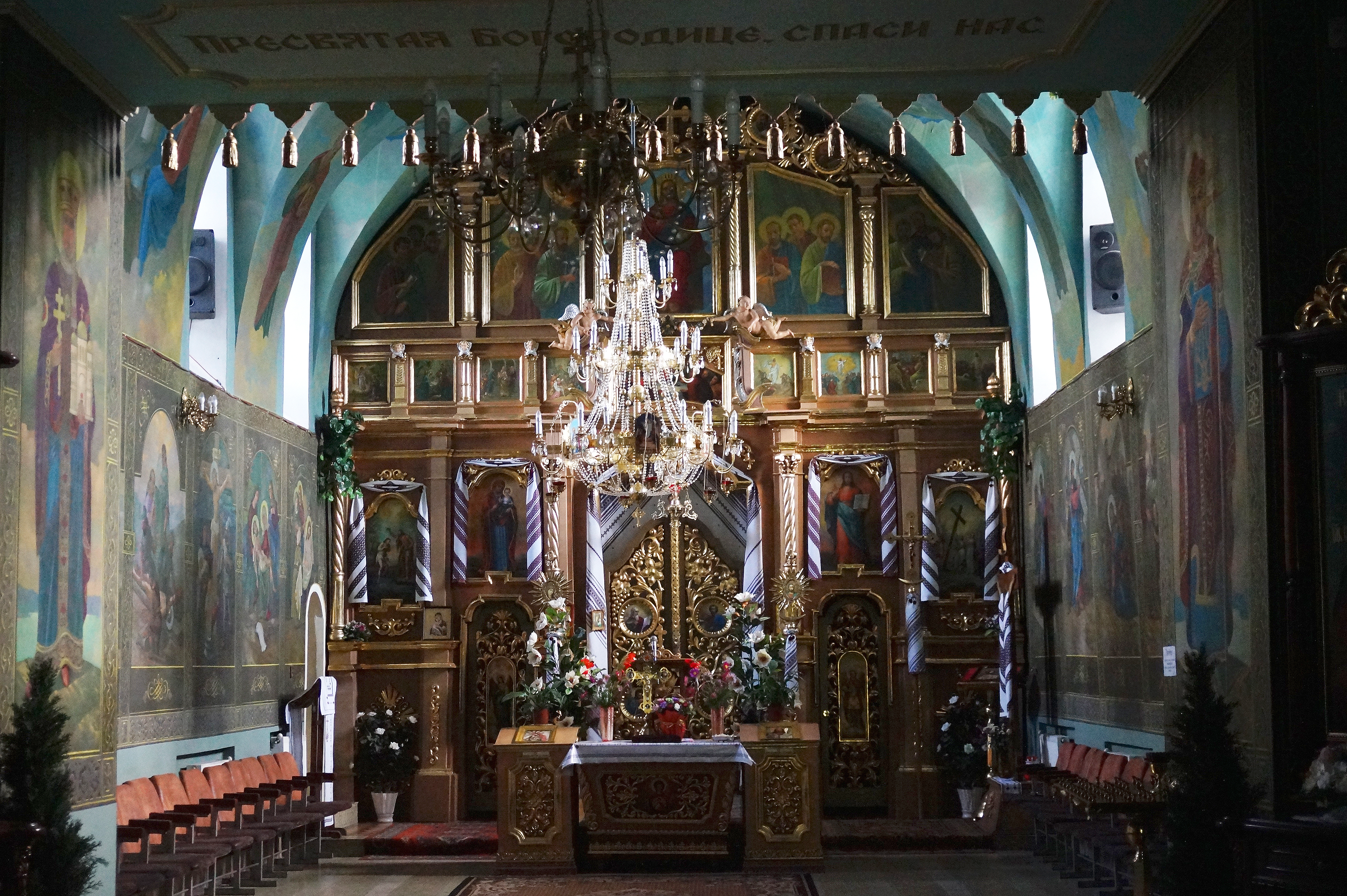
Iconostase.